# Sociala medier
Sociala medier (singular: socialt medium) betecknar webbplatser och mobila appar med vars hjälp människor kan interagera i mänskliga sociala nätverk och, i motsats till traditionella medier, bidra med användargenererat innehåll. Sociala medier kan innefatta Internetforum, sociala nätverkstjänster, bloggar, vloggar, wikier, poddradio och artikelkommentarer. Sociala medier som teknik är exempel på Webb 2.0.
En annan definition är ”Sociala medier är demokratisering av innehåll och förståelse för den roll människor spelar i arbetet med att inte bara läsa och sprida information, utan också hur de delar och skapar innehåll för andra att delta i.”
En tredje definition är "Sociala medier betecknar digitala kanaler som genom att kombinera teknologi, social interaktion och användargenererat innehåll, underlättar skapande, publicering och delning av information i virtuella gemenskaper."
Sociala medier innebär en dialogisk överföringsmodell (dvs. många källor till många mottagare), medan traditionella medier fungerar under en monologisk överföringsmodell (dvs. en källa till många mottagare). Till exempel levereras en tidning till många prenumeranter och en radiostation sänder samma program till en hel stad. Innehåll på twitter är exempelvis många användare som bidrar till många mottagare.

## Användning

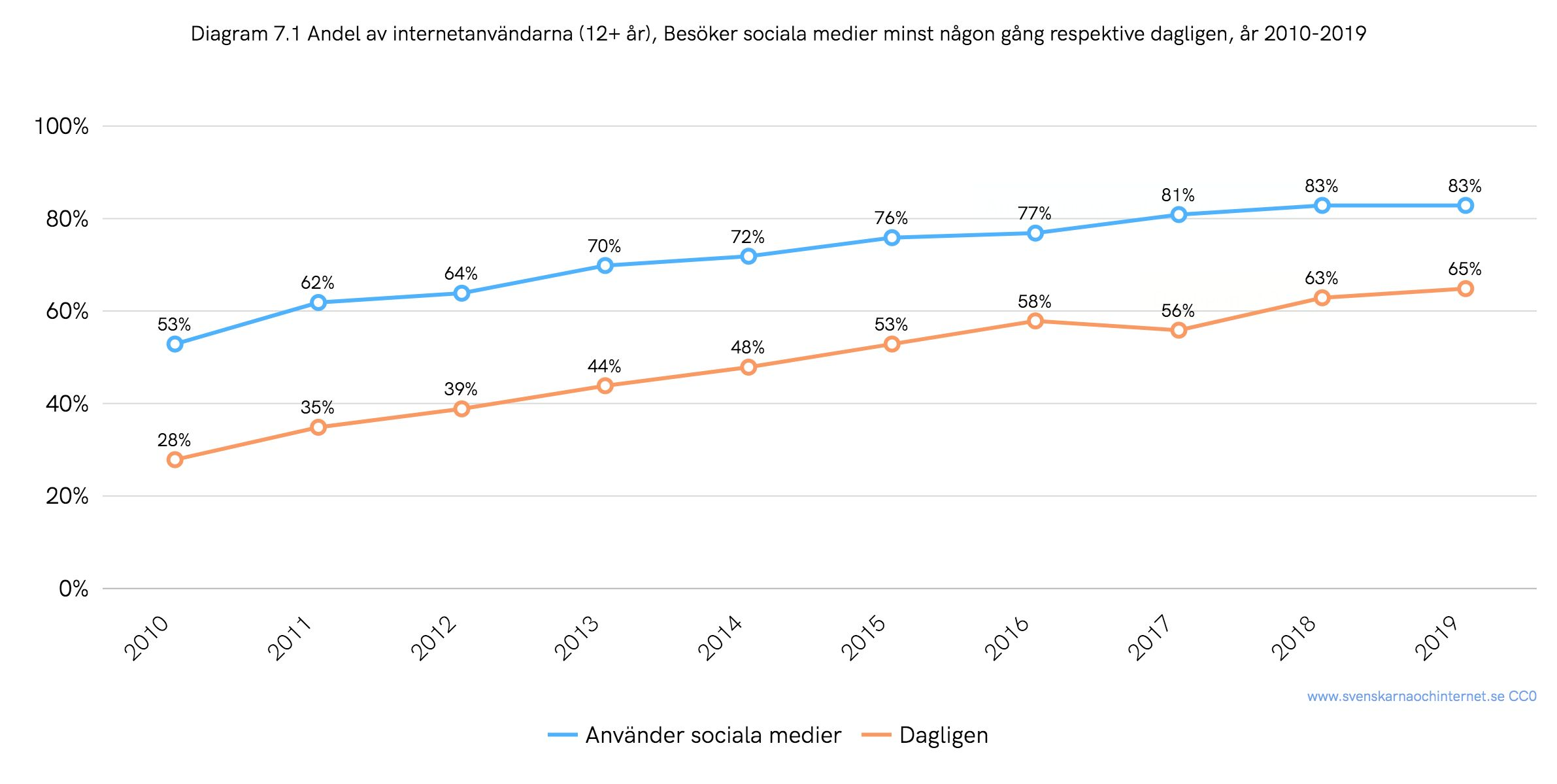
Andel av de svenska internetanvändarna (12+ år) som besökte sociala medier minst någon gång respektive dagligen, år 2010–2019.

Den populäraste metoden för att marknadsföra i sociala medier är viral marknadsföring.
Det relaterade begreppet socialt nätverk är ibland ett informationstekniskt begrepp synonymt med sociala medier, ibland ett sociologiskt begrepp som åsyftar mänskliga kontaktnät generellt.
Sociala medier är ett nytt och växande verktyg inom marknadsföring.
Internetforum som är tillgängliga för allmänheten regleras av BBS-lagen.

## Statistik
Bland befolkningen i EU-länderna var genomsnittet för användning av sociala medier 56 procent år 2018. Island toppade listan och Sverige kom på femte plats.
Undersökningen Svenskarna och internet har visat att användningen av sociala plattformar och nätverk ökade kraftigt under 2010-talet. År 2021 hade 95 procent av alla svenska internetanvändare använt sociala medier under det senaste året. 84 procent av dem använde sociala nätverk varje dag vilket är att jämföra med år 2010 då siffran låg på 28 procent. Samma undersökning visade år 2021 även att Youtube var den sociala plattform som flest (81 %) använde. Den näst populäraste sociala plattformen var Facebook vilket  71 procent använde. Samma undersökning visade två år tidigare att tillväxttakten för de största sociala nätverken mattats av under slutet av 2010-talet. Många (40 %) upplevde då även att tiden de la på sociala nätverk inte kändes meningsfull.

## Exempel på sociala medieverktyg
- Internetforum – är en webbaserad vidareutveckling av 1980- och 90-talens elektroniska anslagstavlor (BBS:er, Usenet news och annan gruppvara). De utgör den enklaste formen av online communities, där människor med ett gemensamt intresse kan byta åsikter med varandra och dela filer. Ofta använder personer en pseudonym som användaridentitet. Personer som fungerar som moderatorer kan radera olämpliga inlägg och (om forumet är inloggningsskyddat) stänga av användaridentiteter som avsiktligt provocerar fram stridigheter (Internet-troll) eller gör olagliga inlägg.

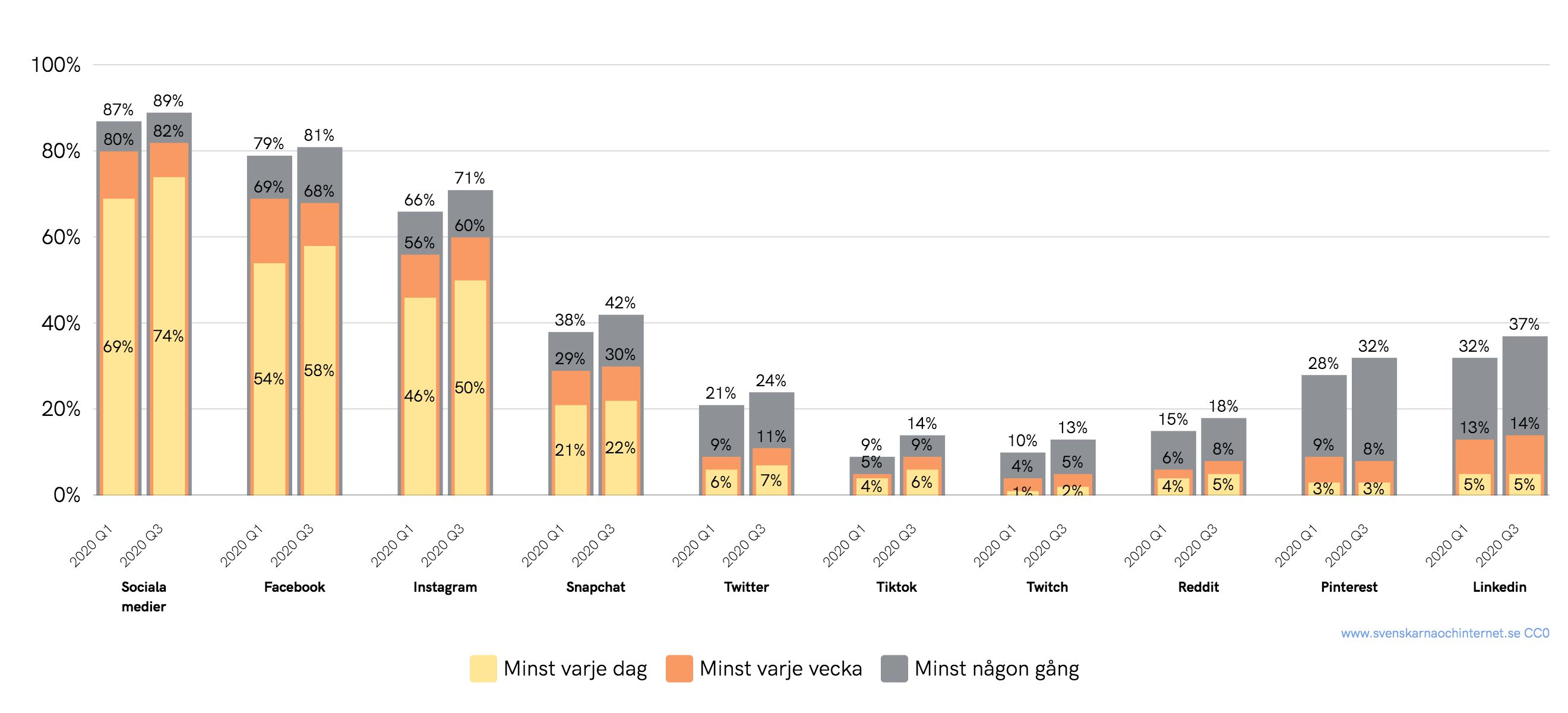
Exempel på sociala plattformar som svenska internetanvändare använde första respektive tredje kvartalet 2020.

- Sociala nätverkstjänster – är online-communities särskilt utformade för att bygga och underhålla mänskliga sociala nätverk. Vanligen använder personer sitt verkliga namn som användaridentitet, och laddar upp ett verkligt porträttfoto och verkliga kontaktuppgifter till sin profilsida. Användarna knyter band med nya och gamla bekanta, och får då meddelanden om personernas aktiviteter i nätverket. Man kan vårda sitt kontaktnät genom att kommentera varandras statusuppdateringar och uppladdade foton, klicka på "gilla" eller "+" under en statusuppdatering eller gratulera på födelsedagen. Man kan lägga in etiketter (taggar) i foton och videofilmer som ange motivens namn, för att personerna ska uppmärksammas om att de finns på bild. Genom smartmobiler kan fotografier snabbt publiceras på det sociala nätverket, kontakternas porträtt och kontaktuppgifter visas i mobilens kontaktbok, och inbjudningar till evenemang visas i mobilens kalender. Kommunikation kan även ske genom personliga meddelanden och inom slutna forum eller grupper. Många sociala nätverk möjliggör att individen kan aktivera tjänster (som ibland kallas applikationer eller plugins), exempelvis onlinespel, namninsamlingar och enkäter som vänner kan inbjuda varandra till. Facebook är idag den mest använda sociala nättjänsten i världen.[9] 2013 hade Facebook cirka 1,11 miljarder användare enligt en undersökning i mars 2013. I april 2021 hade Facebook cirka 2,85 miljarder användare.[10] Andra kända sociala nätverkstjänster är Google+, Linkedin (med fokus på att bygga yrkesinriktade kontaktnät) och släktforskarsajter som Geni.com och Myheritage.com.
- Blogg – en blogg är en elektronisk loggbok eller dagbok som skrivs av en eller flera individer (bloggare) och där nya inlägg publiceras över på en webbsida, det vill säga i omvänd kronologisk ordning. Texten har liknande karaktär som dagstidningarnas krönikor, och kan läsas av vem som helst. Det finns bloggar inriktade på särskilda intresseområden och åsiktsriktningar, såväl som bloggar av personlig karaktär eller kommersiella som företagsbloggar. Populära bloggare kan försörja sig på reklamintäkter. Läsare har ofta möjlighet att kommentera bloggen. Bloggare kan attrahera läsare som är intresserade av ett visst ämne genom att lägga in etiketter (hashtaggar) som anger inläggets ämne. Många onlinetidskrifter visar vilka bloggar som har kommenterat respektive tidningsartikel. En kollektiv benämning på nätverket av sammanlänkade bloggar är bloggosfären.
- Vlogg – en videologg är regelbundet publicerade videofilmer, exempelvis på en Youtube-kanal. Populära videologgare kan försörja sig på reklamintäkter som webbplatsen (exempelvis Youtube) förmedlar.
- Mikrobloggar – mikrobloggaren skriver korta meddelanden i realtid, som kan läsas av personer som är följare av bloggaren eller de. Liksom vanliga bloggare delar mikrobloggaren med sig av vad den gör, tänker, läser, observerar, lär eller anser, och lägger ofta in webblänkar till längre texter. Brian Solis ger mikrobloggning definitionen:

"Any form of concentrated content created using social tools that broadcast voice, video, images, or text to friends and followers within dedicated Web and mobile communities"
Mikrobloggning liknar bloggning i den bemärkelsen att användaren uppdaterar sin status. En skillnad är dock längden per bloggpost. Inom mikromedia används oftast högst 140 tecken per meddelande. Språket som förmedlas påverkas även det, då ett begränsat antal ord bidrar till kortare och mer koncisa budskap. Mikrobloggning skapar ett nytt paradigm inom konversationer i den bemärkelsen att det påverkar hur vi kommunicerar med varandra. Jeremiah Owyang som 2007 myntade uttrycket ”Media Snackers” beskriver att en ”Media Snacker” är någon som konsumerar eller delar de allt kortare budskapen. Möjligheten till att kommentera finns på samma sätt som inom bloggarna men på ett kortare och mer koncist sätt.
Twitter är i dagsläget den största mikrobloggtjänsten.
- Wiki – wiki är hawaiiska och betyder snabb. En wiki är en interaktiv sida som tillåter att flera samtidigt, med delat ansvar, hjälps åt med skapandet och sidans underhåll. Den mest kända wikin är uppslagsverket Wikipedia som har tiotals miljoner artiklar på hundratals olika språk. Då wikier är av användargenererad natur används de ofta vid ”collaborative websites” och communities. Bo Leuf beskriver i artikeln The wiki way: "Quick collaboration on the web".

"Wiki inbjuder alla användare att bidra med eget innehåll utifrån enklaste möjliga startsida. Wiki underlättar ämnesassociationerna genom att göra det enkelt att länka olika ämnens sidor inbördes emellan".
- RSS (Really Simple Syndication) – Ett RSS-flöde publicerar information från blogginlägg, nyheter ljud eller bild i ett standardiserat format. RSS-flöden är vanligt förekommande inom bloggosfären för att dela information mellan bloggare, och möjliggör även att man kan prenumerera på en blogg, exempelvis i sin mobil.
- Bloggsökmotorer – används för sökningar inom bloggosfären. Technorati är en bloggsökmotor, som indexerar drygt 1 miljon bloggar. En annan är Twingly från Linköping, som indexerar 55 miljoner bloggar, huvudsakligen från Europa.
- Kommentarsfält – möjliggör för användare att kommentera bloggarens inlägg, eller en artikel i en nättidning, och på så sätt bidra med användargenererat innehåll.
- Sociala bokmärken – är en metod för att lagra, organisera och hantera bokmärken från webbsidor med hjälp av metadata, vanligen i form av så kallad taggning. I folkmun kallas det även social taggning då användare sparar sökord till sidor på sociala bokmärkesajter, till exempel Delicious eller diigo. Dessa bokmärken kan sparas privat, delas publikt eller inom en mindre grupp, för att sedan kategoriseras efter popularitet eller inkluderas i sökmotorer för taggar. Ett annat ord för sociala taggar är "folksonomi", en sammandragning av "folk" och "taxonomi". Folksonomi har till skillnad från andra klassificeringssystem ett ”bottom-up-perspektiv” då materialet inte kategoriseras av experter, utan av skapare och användare.
- Sociala nätverksaggregatorer – är tjänster som tillåter att innehållet från flera sociala nätverk samlas till en gemensam plats. Till exempel kan statusuppdateringar från flera nätverk integreras till ett nätverk, vilket underlättar för användaren då antalet inloggningar reduceras till en. Tanken är att en aggregator ska underlätta organiseringen och användandet av sociala nätverkssidor.
- Sociala nyheter – refererar till sidor där användare röstar på nyheter eller länkar utifrån dess nyhetsvärde. Webbsajter som Digg har vunnit popularitet då en viss demokratisering skett av nyheter. Maktförhållandet har förskjutits ifrån journalister till folket. Nyhetssidor som Google News baseras utifrån nyheters inbördes ranking så kallad pagerank där de med bäst ranking hamnar överst på sidan.
- Platsbaserade sociala nätverk – uppbyggt kring geografisk lokalisering. Användare ”checkar in” på den platsen de befinner sig och skriver meddelanden eller laddar upp bilder.

## Klassificering av sociala medier
Teknologier för sociala medier tar många former vilket inkluderar bloggar, företagsnätverk, sociala medier för bolag, forum, mikrobloggar, fotodelning, produkt/service recensioner, sociala bokmärken, sociala spel, sociala nätverk, videodelning och virtuell miljö. 

## Forskning om sociala medier
Det huvudsakliga skälet till att människor använder sig av sociala medier är att hålla kontakt med vänner och att upprätthålla relationer som knutits utanför internet. 

## Kritik
I boken Alone Together av Sherry Turkle argumenterar hon för hur sociala medier för oss närmre varandra i den virtuella världen, men även kan ha en negativ verkan på social interaktion i utanför det digitala rummet. Turkle uttrycker en oro över hur sociala medier kan bidra till en objektifiering av individen, samt varnar för hur ständig uppkoppling kan medföra ökade stressnivåer.